# Momisis macrodonta
Momisis macrodonta es una especie de escarabajo longicornio del género Momisis, tribu Astathini, subfamilia Lamiinae. Fue descrita científicamente por Vives & Heffern en 2016.
La especie se mantiene activa durante los meses de marzo y abril.

## Descripción
Mide 10-16 milímetros de longitud.

## Distribución
Se distribuye por Malasia (Borneo).